# Koralonóżek
Koralonóżek, koszykarz szary (Acrobatornis fonsecai) – gatunek małego ptaka z rodziny garncarzowatych (Furnariidae). Opisany po raz pierwszy w roku 1996. Występuje endemicznie we wschodniej Brazylii. Narażony na wyginięcie. Jedyny przedstawiciel rodzaju Acrobatornis.

## Taksonomia i odkrycie
Dnia 17 listopada 1994 roku w południowej Bahii (Brazylia) w trakcie obserwacji wielogatunkowego stada zwrócono uwagę na parę koralonóżków. Dalsza obserwacja wyglądu i zachowania wykazała, że nie jest to żaden znany gatunek. Od 2 do 10 października 1995 roku w trakcie ekspedycji odnaleziono 52 miejsca gniazdowania tego gatunku. 
Budowa krtani tylnej (syrinx) jest charakterystyczna dla garncarzowatych. Holotyp stanowi dorosły samiec zebrany 25 stycznia 1995 na wysokości 550 m n.p.m. Przekazany został do Museu de Zoologia da Universidade de São Paulo. Próbki krwi wysłano do Louisiana State University Museum of Zoology.
Jedyny przedstawiciel rodzaju Acrobatornis; nie wyróżnia się podgatunków.

## Morfologia
W przeciwieństwie do wielu innych garncarzowatych, w upierzeniu całkowicie brak barwy rudej. Upierzenie osobników dorosłych w większości szare, posiadają one czarne skrzydła, ogon i czapeczkę. Ogon stopniowany, sterówki sztywne. Dwie środkowe sterówki spiczaste. Długość zewnętrznych sterówek wynosi około 60% długości sterówek wewnętrznych. Dziób krótki, nieznacznie zagięty. 
Nogi i stopy różowe. Tęczówki jasnoszare. Górna szczęka ciemna, dolna różowawa. Pazury różowobrązowe. 

### Wymiary
Wymiary zostały podane w milimetrach.
|                    | Skrzydło   | Ogon | Skok | Dziób | Masa ciała (g) |
| ------------------ | ---------- | ---- | ---- | ----- | -------------- |
| Holotyp (samiec)   | 65,1       | 56   | 11,2 | 17,3  | 15             |
| Paratyp (samica)   | uszkodzone | 52,3 | 11,6 | 17,2  | —              |
| Osobnik młodociany | 61,1       | 56,1 | 11,3 | 17,3  | 14             |

## Zasięg występowania
Całkowity zasięg występowania szacowany jest na 13 400 km². Obejmuje południowo-wschodnią część stanu Bahia oraz północno-wschodni Minas Gerais (Brazylia). Środowisko życia stanowią lasy kakaowców i innych roślin typu cabruca. Spotykany do wysokości 550 m n.p.m.

## Zachowanie
Okres lęgowy przypada na wrzesień i październik. Gniazdo odnaleziono po raz pierwszy 4 października 1995 roku. Uwagę badaczy zwróciło nawołujące pisklę. Gniazdo mieściło się na koralodrzewie (Erythrina). Budulec stanowiły patyki; na jednym drzewie mieściło się kilka gniazd. Sugeruje to, że występowanie tego gatunku jest powiązane z występowaniem koralodrzewiów. Z obserwacji wynika, że oba ptaki z pary zajmują się karmieniem piskląt w odstępach około 10 minut. Podrośnięte młode, zdolne do opuszczenia gniazda, były widywane w liczbie dwóch lub trzech, najprawdopodobniej zniesienie liczy więc 2–3 jaja.
Wśród osobników zebranych na początku października jeden samiec był w trakcie pierzenia lotek. Osobniki zebrane w styczniu wykazywały oznaki pierzenia na głowie i ogólnie na ciele.
Żeruje na ziemi lub nisko nad nią w wielogatunkowych stadach. Obserwowany był z takimi gatunkami jak: tyranik popielaty (Myiopagis caniceps), bekardzik rdzawy (Pachyramphus castaneus) i bekardzik czarnołbisty (P. marginatus), pełzacznik białobrewy (Xenops rutilans), cyklara gujańska (Cyclarhis gujanensis), wireonek czerwonooki (Vireo olivaceus), lasówka oliwkowogrzbieta (Setophaga pitiayumi), cukrzyk (Coereba flaveola), żałobnik ognistoczuby (Loriotus cristatus), tangarka zielonoskrzydła (Thraupis sayaca) i tangarka palmowa (T. palmarum), organka fioletowa (Euphonia violacea) i organka kasztanowata (E. pectoralis), tangarka seledynowa (Tangara seledon), tangarka czerwonoszyja (T. cyanocephala) oraz cukrownik niebieski (Dacnis cayana). Obserwowane koralonóżki latały na odległość do 300 m. Jednokrotnie zauważono osobnika używającego ogona do podpierania się. Porusza się zwinnie i potrafi zawisać głową w dół. W większości złapane bezkręgowce były bardzo małe, toteż niemożliwe było ustalenie przynależności w warunkach terenowych. Z większych zdobyczy zaobserwowano uskrzydlone termity, ćmę oraz gąsienice, które służyły za pożywienie dla młodych. Zawartość trzech zbadanych żołądków w 58% stanowiły chrząszcze.

## Status
Międzynarodowa Unia Ochrony Przyrody (IUCN) uznaje koralonóżka za gatunek narażony (VU – vulnerable) nieprzerwanie od 2000 roku. Liczebność populacji szacuje się na 2500–9999 dorosłych osobników. Trend liczebności populacji uznawany jest za spadkowy ze względu na utratę siedlisk.